# Ectomomyrmex astutus
Ectomomyrmex astutus (лат.) — вид муравьёв (Formicidae) из подсемейства Ponerinae (Ponerini), ранее известный как Pachycondyla astuta. Тропики и субтропики Старого Света.

## Распространение
Встречается, главным образом, в тропических регионах Старого Света: Южная и Юго-Восточная Азия (Вьетнам, Индия, Индонезия, Китай, Новая Гвинея, Таиланд), а также на Дальнем Востоке (КНДР, Южная Корея).

## Описание
Крупные чёрного цвета муравьи (длина более 1 см). Узелок петиоля сзади сплющенный (чешуевидный), округлённый сверху, на передней и задней поверхности поперечно бороздчатый. Голова и грудка продольно тонко бороздчатые.
Вид был впервые описан в 1858 году английским энтомологом Фредериком Смитом (Frederic Smith, 1805—1879) под названием Pachycondyla astuta Smith, 1858. В разные годы вид включался в состав следующих подродов или родов (иногда рассматриваемых в качестве подродов в составе Pachycondyla): P. (Bothroponera): Emery, 1901; P. (Ectomomyrmex): Forel, 1905; Ectomomyrmex: Bingham, 1903; Wheeler, W. M. 1927; Bothroponera: Taylor & Brown, 1985; в последние годы включался в род Pachycondyla: Brown, in Bolton, 1995. Включает два подвида: номинативный P. a. astuta и P. a. obscura. В 2014 году мирмекологи Крис Шмидт и Стив Шаттак, которые провели молекулярно-генетический филогенетический анализ подсемейства понерины, восстановили в родовом статусе таксон Ectomomyrmex, переименовав Pachycondyla astuta в Ectomomyrmex astutus.
В 2014 году было обнаружено, что при помощи мёртвых тел этих муравьёв дорожные осы Deuteragenia ossarium защищают свои гнёзда от врагов и паразитов. Осы заполняют одну из ячеек своего гнезда в стеблях тростника телами мёртвых муравьёв, в результате чего паразиты в гнёздах данных ос встречаются гораздо реже, чем в гнёздах других видов.
Популярный в домашнем разведении (в формикариях) вид муравьёв, предлагается в интернет-магазинах.

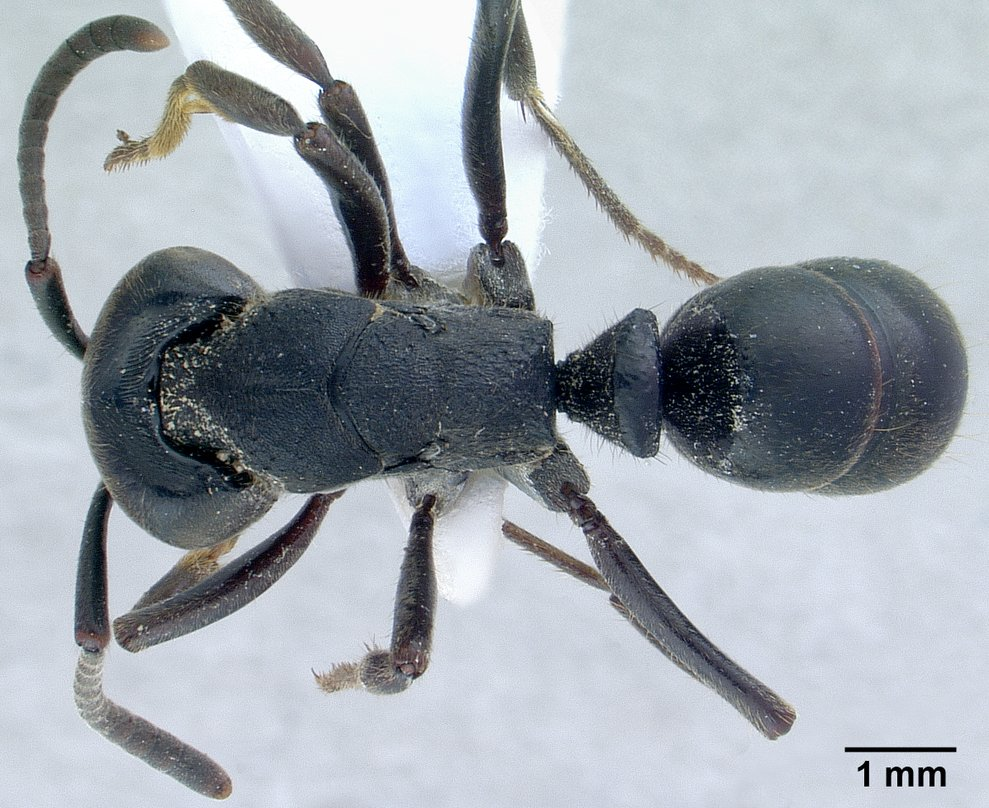
Вид сверху
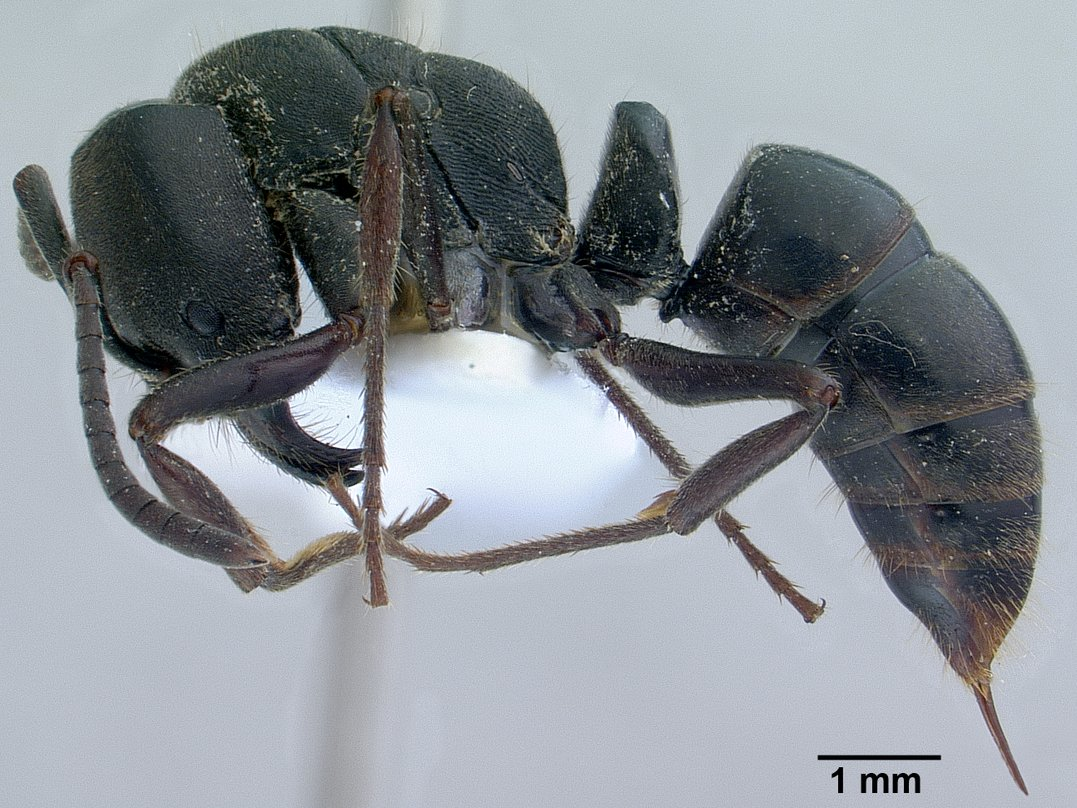
Вид сбоку